# Chodynskoe Pole
Il Chodynskoe Pole (in russo Ходынское поле? è un parco di Mosca organizzato nella parte meridionale dell'omonima area storica tra Leningradskij Prospekt, via Begovaja e l'autostrada Choroševskoe. Il viale centrale del parco si trova sulla pista dell'ex aeroporto. Il primo concorso internazionale per la progettazione del parco, nel 2013, è stato vinto dallo studio di architettura italiano LAND Milano, ma la realizzazione dell'opera sarebbe stata troppo costosa. Successivamente il progetto è stato rielaborato dallo studio russo Kleinewelt Architekten, ma l'opera è stata realizzata da un'altra società di architettura russa, Magly Proekt. L'apertura dello spazio ricreativo è stata realizzata in concomitanza con il giorno della città del settembre 2018.

## Storia della zona

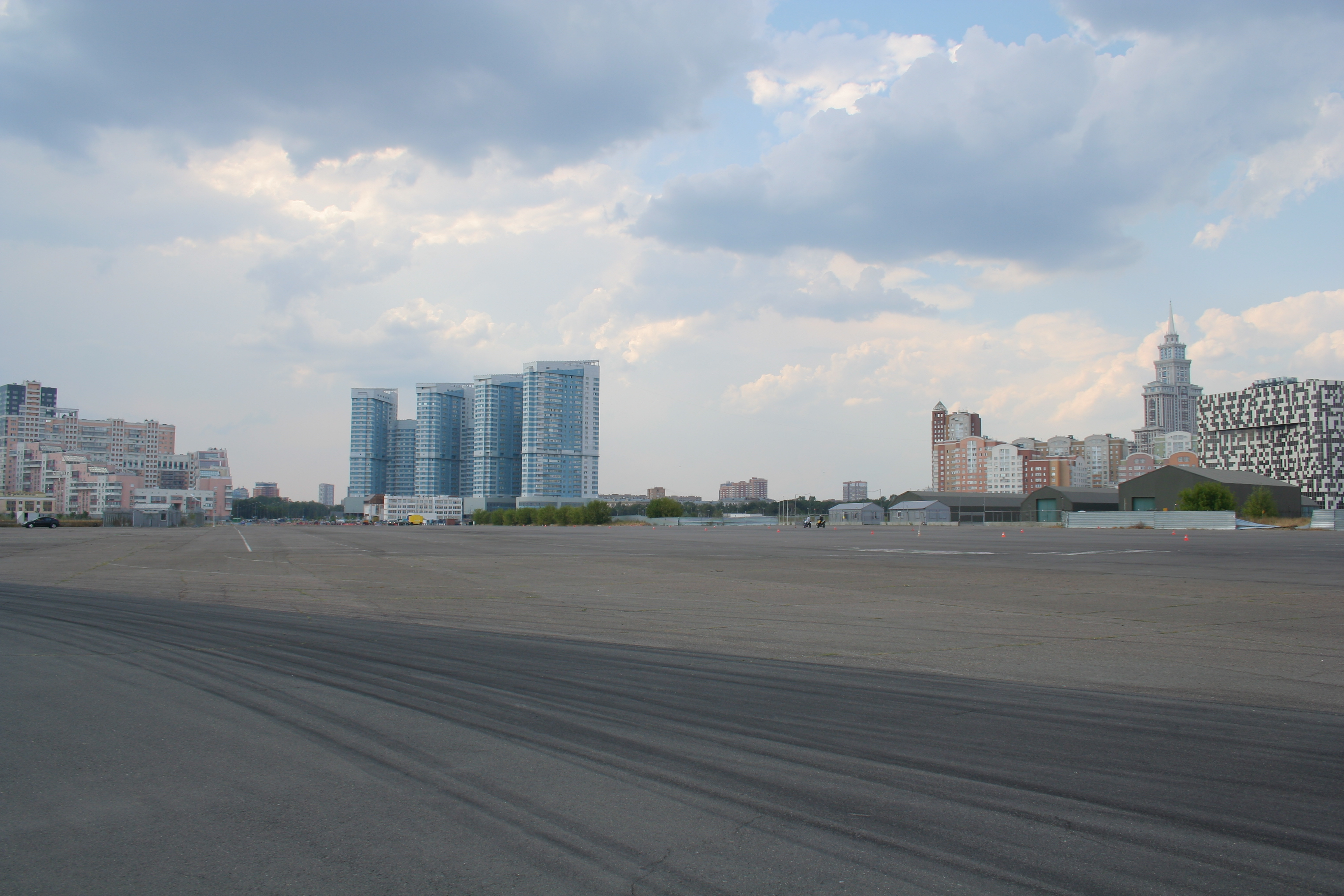
Pista dell'ex aeroporto, 2010

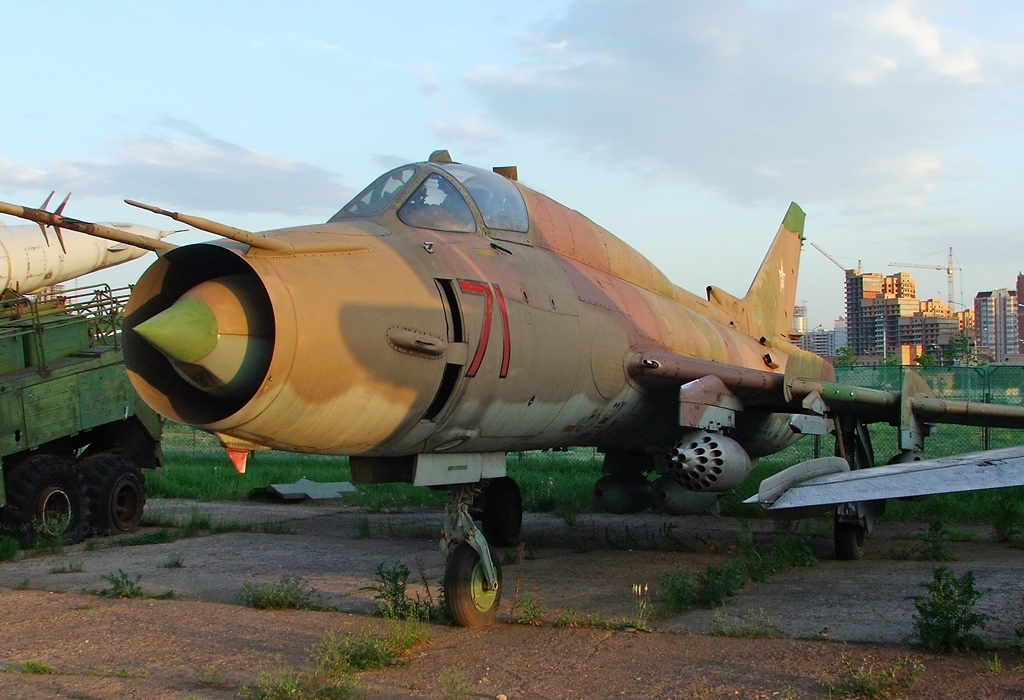
Velivolo sul terreno dell'ex aeroporto, 2007

L'area, prato Chodynskij, che era chiamata così fino al XVII secolo, è stata descritta nelle fonti sin dal XIV secolo. Nel 1389, il principe Demetrio di Russia lasciò in eredità questo territorio a suo figlio Jurij: "E dai villaggi di Mosca do a mio figlio, il principe Jurij, il villaggio di Michalevskoe, Dalantovskoe e il prato Chodynskji". Il prato prende il nome dal fiume Chodynka.
Per molto tempo quest'area rimase sottosviluppata. È noto che all'inizio del XVII secolo le truppe di Basilio IV di Moscovia si opposero alla milizia del Falso Dimitri II su questo territorio. Nel 1775, per ordine dell'imperatrice Caterina II, nel prato si celebrarono la vittoria sull'Impero ottomano e la conclusione del Trattato di Küçük Kaynarca. La costruzione di padiglioni temporanei e decorazioni venne supervisionata dall'architetto Vasilij Ivanovič Baženov. Da quel momento, Chodynka divenne un luogo permanente di celebrazioni e feste popolari.
Sul campo si svolsero le celebrazioni in onore dell'incoronazione degli imperatori Alessandro II, Alessandro III e Nicola II.
Il 17 giugno 1910 fu approvata la costruzione di un aeroporto sul campo di Chodynskoe, che in seguito ricevette il nome di aeroporto centrale Mikhail Frunze, dove il 3 maggio 1922 iniziarono i primi voli internazionali nella storia della Russia. Nello stesso anno, in onore del quinto anniversario della Rivoluzione d'ottobre, parte dell'area fu ribattezzata Oktjabr'skoe Pole. Nel novembre 1931 venne realizzato il primo edificio dell'aerostazione e sette anni dopo fu allestita una stazione della metropolitana. L'aeroporto è stato chiuso nel 2003, e gli aerei e gli elicotteri dismessi sono stati abbandonati sulla pista. Su questo territorio è stata proposta l'apertura di un Museo dell'Aviazione sul campo di Khodynskoye, ma l'iniziativa è rimasta inattuata. Nel 2012, parte degli aerei sopravvissuti è stata trasferita al Museo della tecnologia di Vadim Zadorožnij. Nel 2005-2006 è stato costruito il palazzo sportivo Megasport Arena nella parte orientale del campo, e nel 2013 un monumento in bronzo al pilota Michail Vodop'janov realizzato dallo scultore Aleksandr Golovačëv.

## Organizzazione del parco

### Concorso
I progetti per creare un parco su Chodynskoe Pole vennero annunciati nel 2002, ma c'erano molti altri progetti per quest'area: il campo è circondato da importanti strutture pubbliche: vi si trovano la VEB Arena e il più grande centro commerciale d'Europa, Aviapark. Nel 2012, l'ufficio del sindaco di Mosca annunciò l'intenzione di costruire su questo sito un altro centro commerciale, diverse chiese e un nodo di trasporto presso la stazione CSKA.
Il Khodynskoe Pole venne proposto per la costruzione di un nuovo edificio per il Centro Nazionale per le Arti Contemporanee (NCCA). Nell'estate del 2013 si è tenuto un concorso internazionale di design e la giuria ha esaminato il lavoro di oltre 900 partecipanti provenienti da diversi paesi e il progetto dello studio di architettura irlandese Heneghan Peng Architects è stato riconosciuto come vincitore. Gli organizzatori presumevano che la capienza del museo sarebbe stata di cinquemila persone. Nel 2014, il ministro della Cultura Vladimir Medinskij e il sindaco di Mosca Sergej Semënovič Sobjanin hanno posto la prima pietra. Nonostante i piani ambiziosi, nel settembre 2018, con l'apertura del parco, si è saputo che non sarebbe stato costruito un museo. Il Governo di Mosca ha poi proposto aree alternative in un centro commerciale in costruzione vicino al vecchio edificio della NCCA in via Zoologica.
Nel 2013 i residenti sono intervenuti nello sviluppo dell'area storica organizzando il movimento pubblico "Per il parco". Il pubblico ha costretto l'investitore ad abbandonare i piani di sviluppo intensivo del territorio e, di conseguenza, è stato bandito un concorso internazionale per i progetti della futura zona ricreativa con una superficie di 34,6 ettari. Il concorso si è svolto dal 5 settembre 2013 al 1º aprile 2014. Il sito web del Consiglio dell'architettura di Mosca ha segnalato che sono stati selezionati 97 partecipanti provenienti da diversi paesi. La giuria era composta da 12 persone, la decisione finale è stata presa dal comitato del concorso guidato dal capo architetto della capitale Sergej Kuznecov. Dopo la seconda fase, sono stati individuati tre finalisti: lo studio newyorkese Perkins Eastman, l'architetto di Kiev Maksym Kocjuba, e lo studio milanese LAND Milano, che si è aggiudicato il concorso.
Gli esperti hanno notato che il principio di "combinare arte e forme naturali" è stato adottato come base per il progetto dagli architetti italiani. Gli autori hanno suggerito di riempire lo spazio ricreativo con installazioni e oggetti di grandi dimensioni. Questi includevano un anfiteatro all'aperto, una torre della musica, un viale della musica, vari eventi e attività all'aperto. Le soluzioni più insolite nel parco erano i "funghi": tettoie per la pioggia, un prato luminoso e una fontana musicale. Secondo il progetto di LAND Milano, i padiglioni della metropolitana del CSKA dovevano essere in vetro e con pareti inclinate.

## Progetto completato

### Concetto
Nonostante l'originalità del progetto LAND Milano, l'organizzazione Mosgorpark ha trovato la sua implementazione troppo complicata e costosa. La nuova gara per la progettazione del parco è stata vinta dallo studio di architettura russo Kleinewelt Аrchitekten, che ha sviluppato alcune idee degli italiani.
Contrariamente al progetto precedente, Kleinewelt Аrchitekten ha ridotto la differenza di rilievo artificiale, ha abbinato le piante al clima della capitale e ha reso gli oggetti del parco meno “fantastici”. Le modifiche hanno interessato anche la parte centrale del parco, la pista dell'ex aeroporto. Come previsto da LAND Milano, la superficie in cemento della pista doveva essere completamente smontata e fittamente alberata. Gli autori del nuovo progetto hanno ammesso che i due terzi del budget stanziato avrebbero dovuto essere spesi per smantellare le piastre dell'aeroporto. Pertanto, l'ufficio ha effettuato solo uno smantellamento parziale della pavimentazione in cemento e nell'area rimanente sono stati collocati oggetti importanti: stazioni di noleggio, campi sportivi, un centro per bambini e altri. Rispetto al progetto italiano, gli alberi sono stati piantati a una densità inferiore. Nell'aprile 2018 è stato riferito che sarebbero stati costruiti altri due edifici amministrativi e per uffici sul territorio del TPU Chodynskoe Pole.

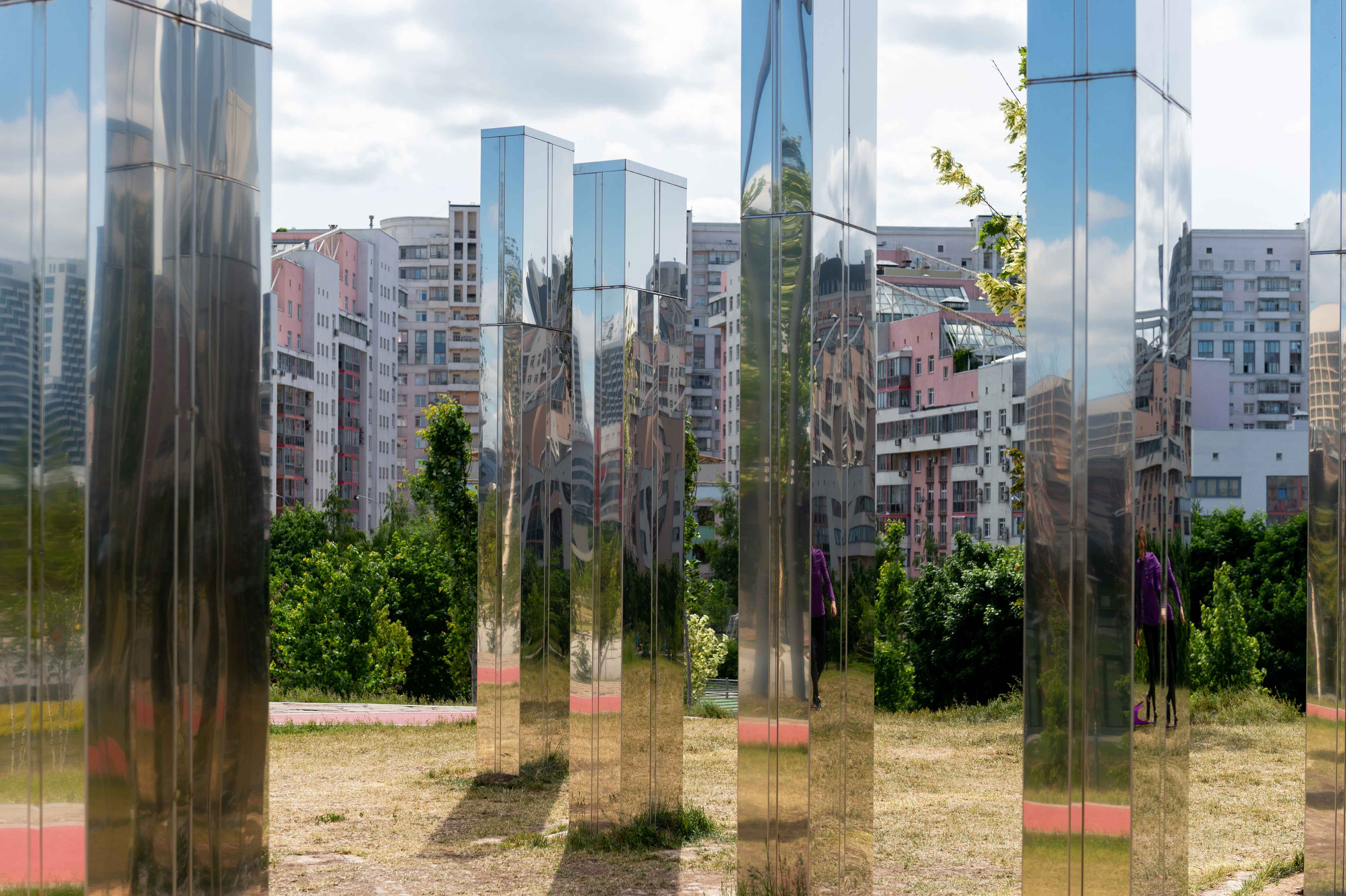
Labirinto degli specchi

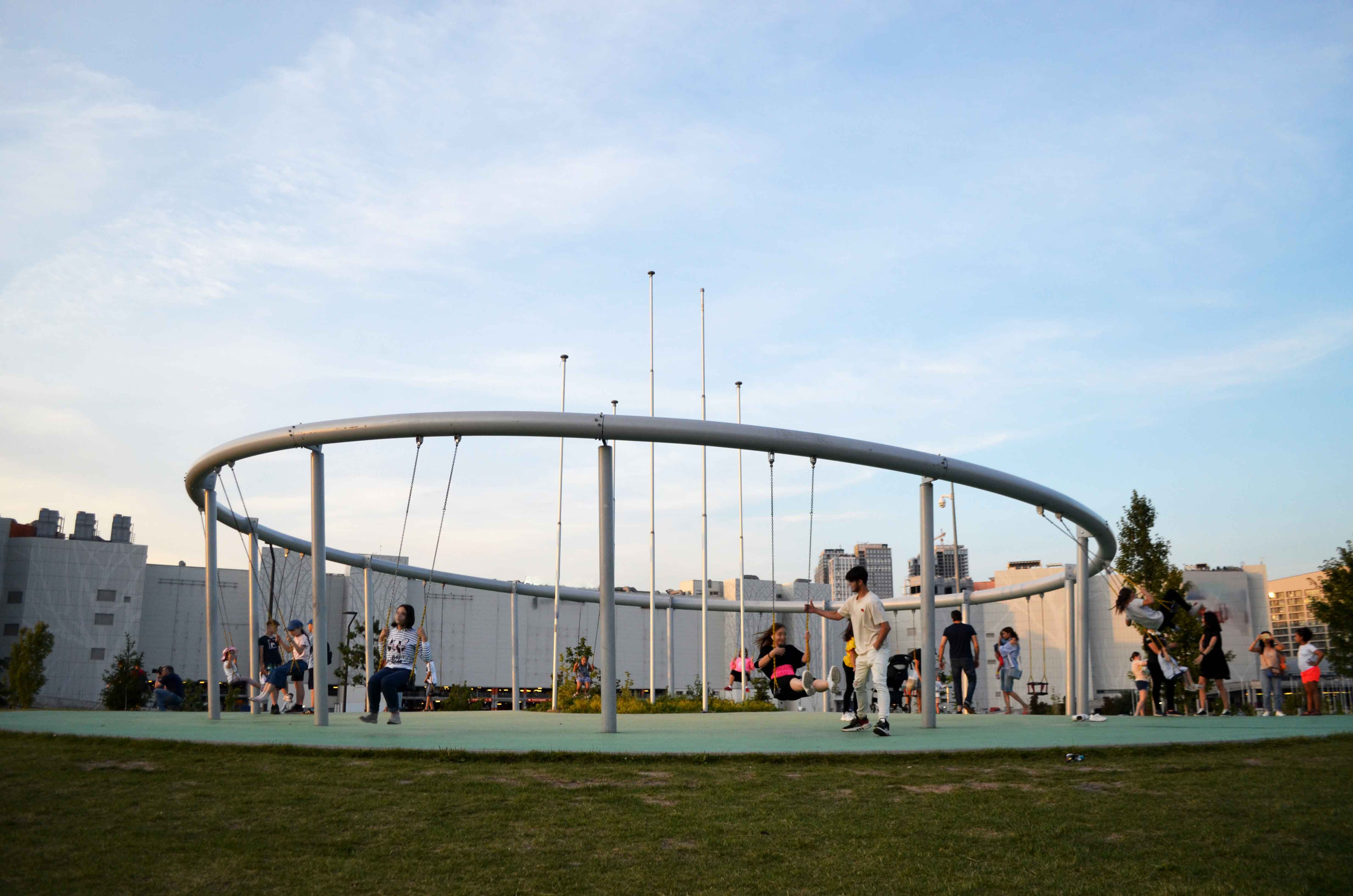
Altalena circolare

Successivamente il progetto del parco è stato nuovamente ridisegnato dallo studio di architettura russo Magly Proekt.
Lo sviluppo del territorio è iniziato nel 2016. L'area del parco è stata ridefinita e ammontava a 24,7 ettari. Nel luglio 2017, Sergej Sobjanin ha visitato il cantiere. Ha definito il nuovo parco "un territorio di dialogo" e ha spiegato che il progetto tiene conto il più possibile degli interessi dei residenti locali. Il sindaco ha promesso che il numero di spazi verdi nel parco sarà aumentato, saranno organizzate aree per attività all'aperto, sport e passeggio per i cani. In totale si prevedeva di piantare nel parco 1036 alberi di grandi dimensioni, 30 mila arbusti, attrezzare su 9.500 metri quadrati di aiuole e 95.200 metri quadrati di prati.
Il parco è stato aperto al pubblico nel settembre 2018, in occasione del giorno della città. Secondo il voto sulla piattaforma Active Citizen, più di 18 mila moscoviti hanno sostenuto il progetto per il miglioramento del campo di Khodynskoye.
Per i visitatori ci sono campi e terreni attrezzati per giocare a tennis e basket, un campo di allenamento, un parco per pattinaggio, piste da jogging e piste ciclabili, punti di noleggio e un'area per il passeggio dei cani con attrezzature per l'addestramento. Per il tempo libero dei bambini sono stati costruiti diversi campi da gioco: uno con elastici e un complesso per l'allenamento delle abilità di parkour, il secondo con un'enorme sabbionaia e il terzo, "Aviator", sotto forma di un aereo IL-18 che sorvola il terreno con altalene, scivoli e trampolini. Un'altalena panoramica circolare è stata installata su una collina nella parte settentrionale dell'area ricreativa, dove bambini e adulti possono dondolarsi e ammirare il paesaggio circostante. Nell'agosto 2018 è entrata in funzione una fontana di 778 m². Di giorno 245 getti cambiano la loro altezza e creano giochi d'acqua, di sera la fontana è illuminata e accompagnata da musica.
Nella parte centrale del parco è stata installata una zona artistica, il "Labirinto di specchi", costituita da pilastri a specchio di diverse altezze, che ricordano visivamente un labirinto infinito.

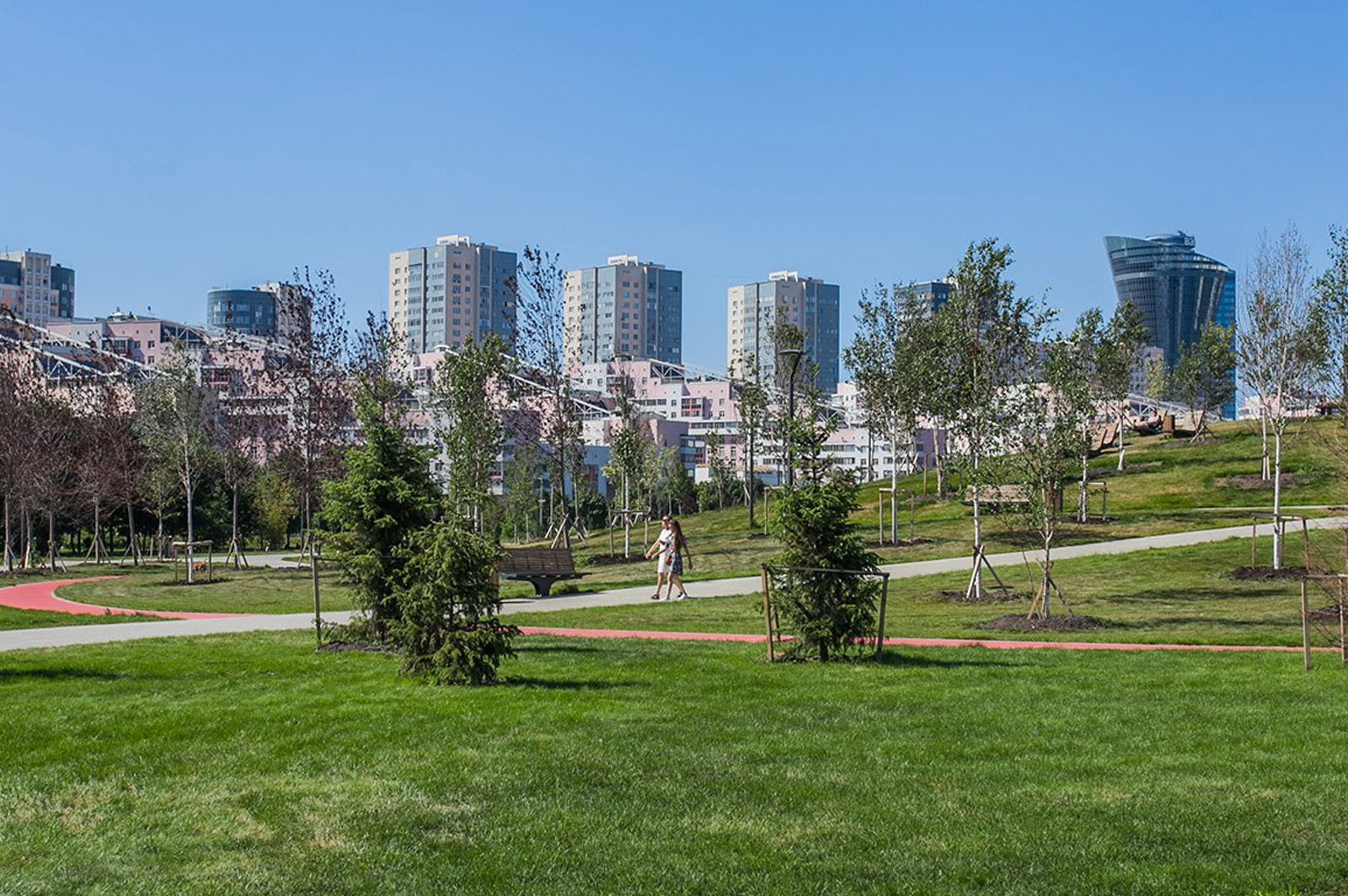
Zona perimetrale vista dal parco
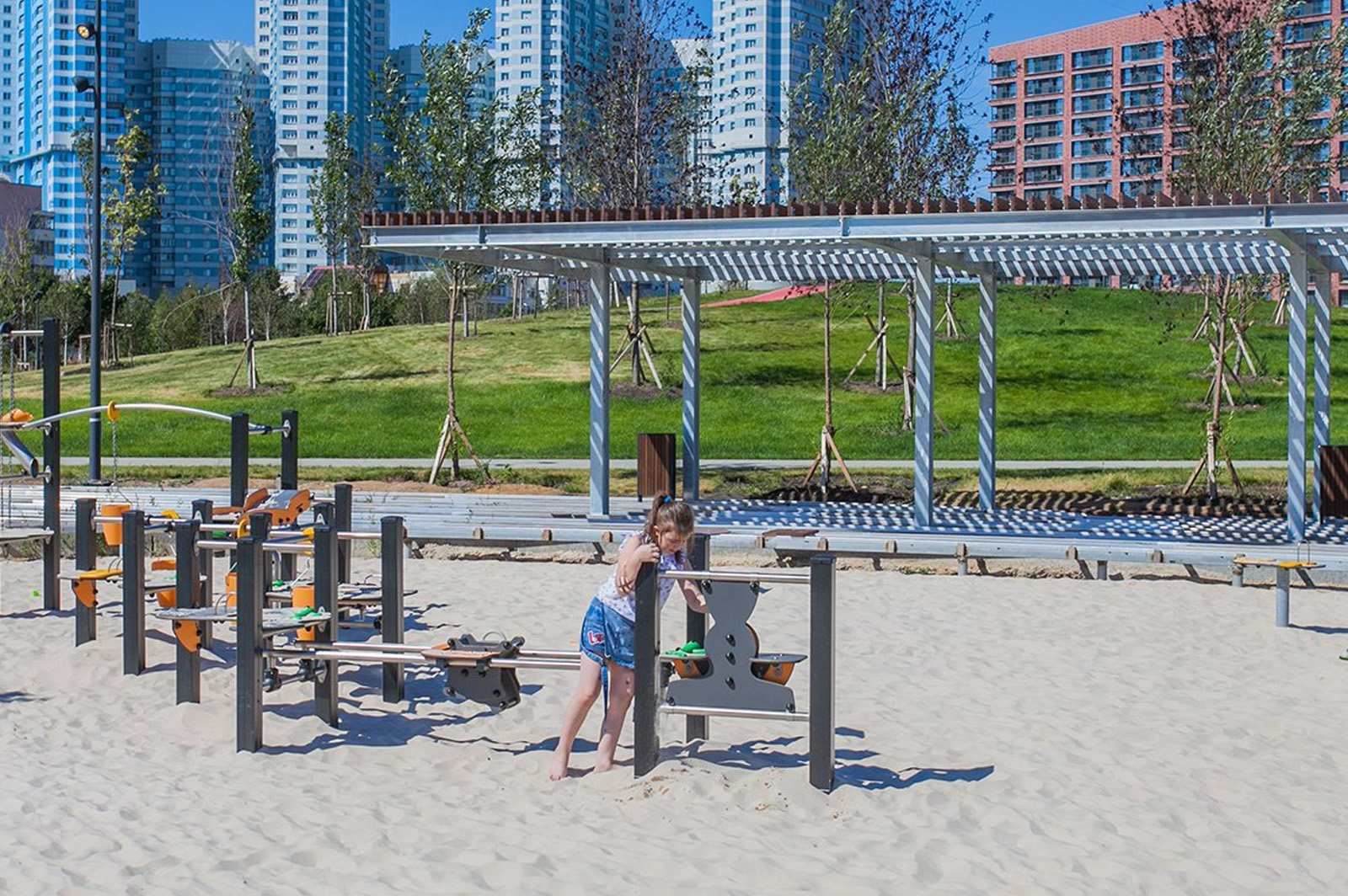
Parco giochi
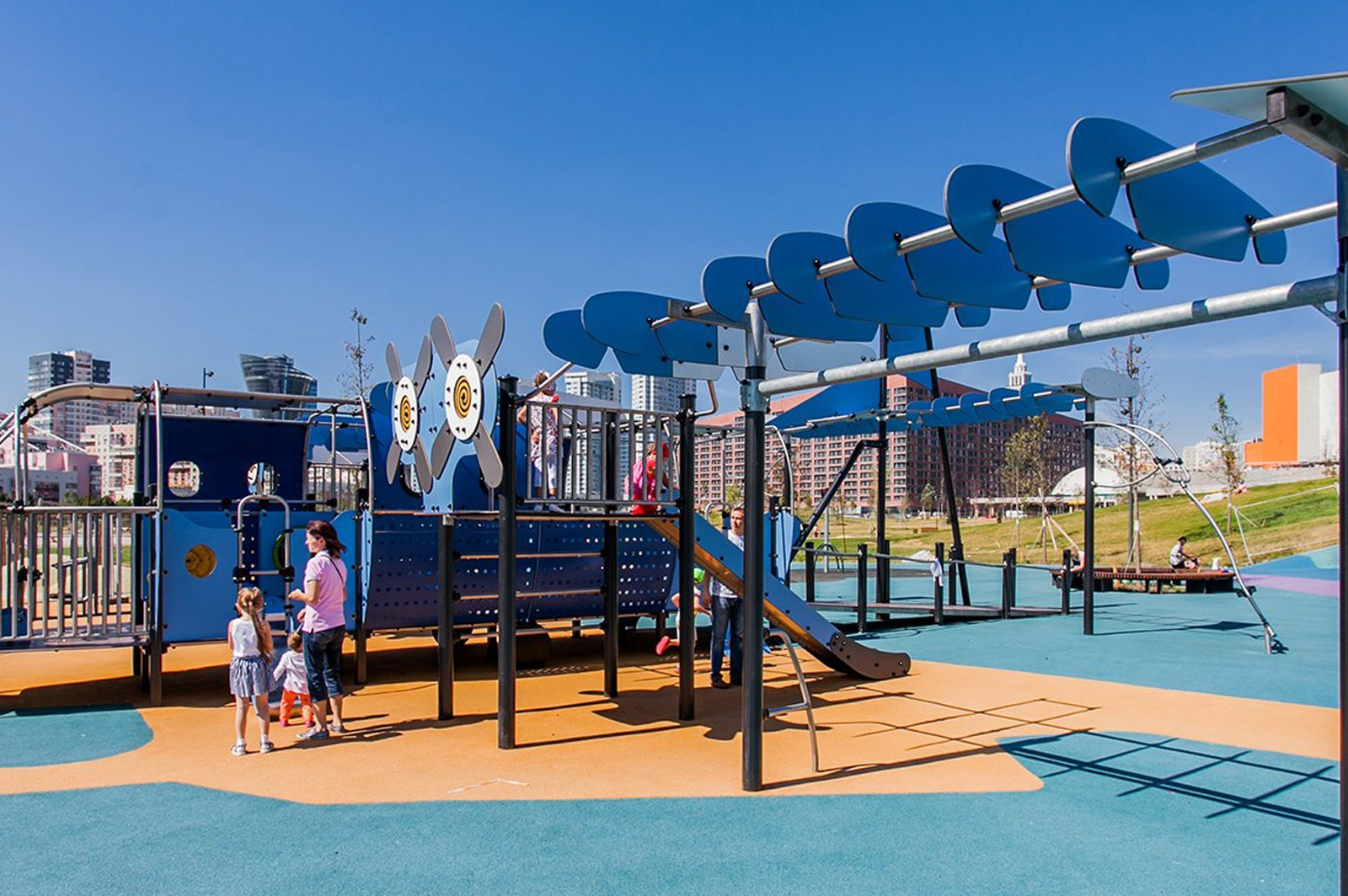
Parco giochi
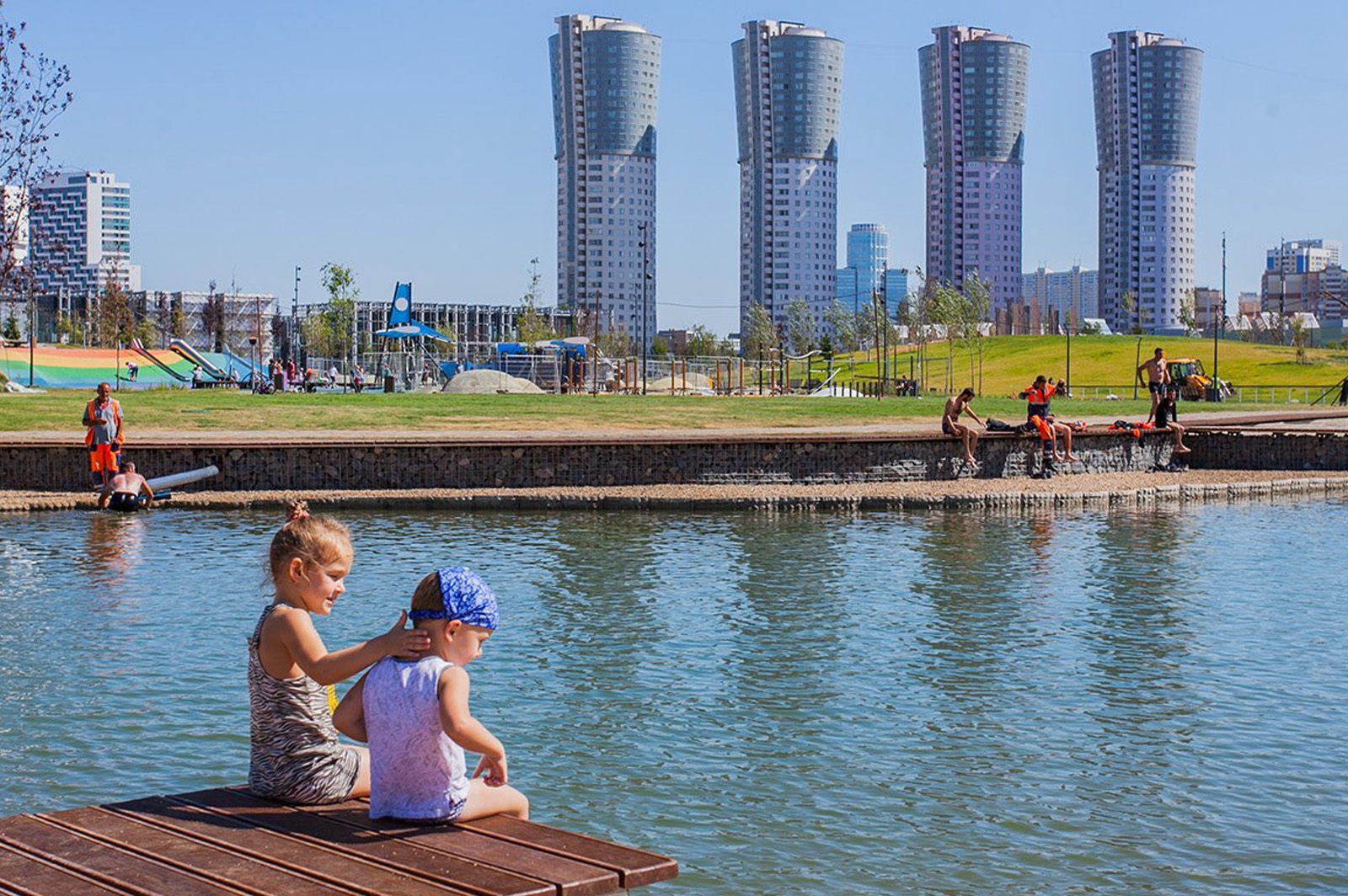
Piscina